# ニコラス・G・ハイエックセンター

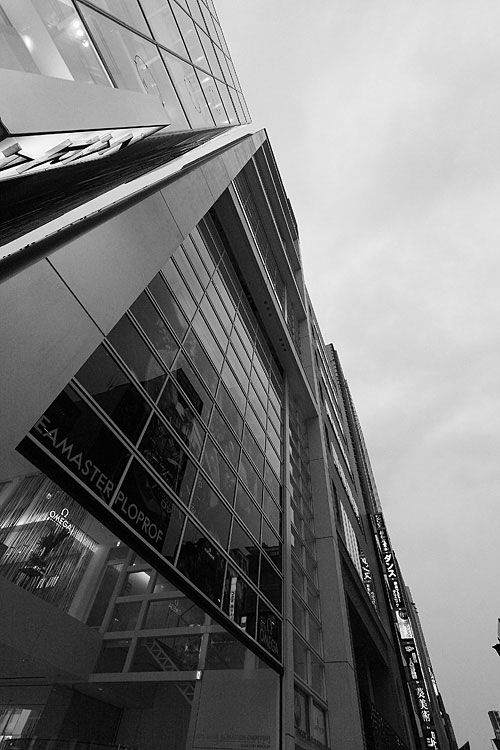
ニコラス・G・ハイエックセンター

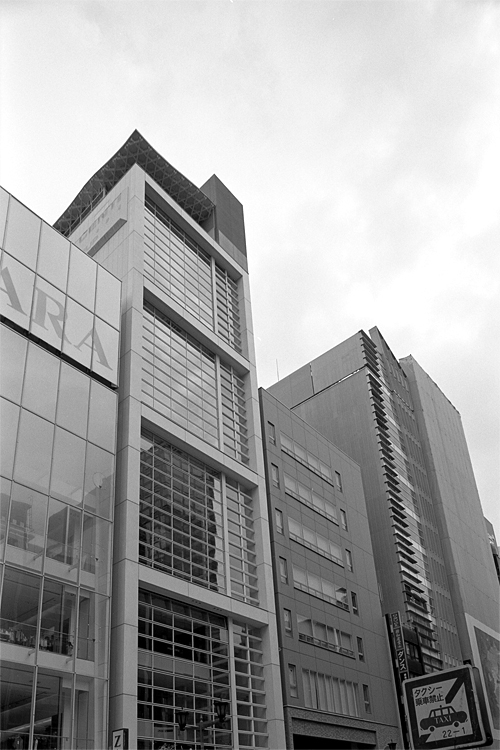
ニコラス・G・ハイエックセンター

ニコラス・G・ハイエックセンター (Nicolas G. Hayek Center) は、東京都中央区にある、スウォッチ・グループジャパンの店舗兼本社ビル。地上14階、地下2階。2007年竣工。

## 概要
スウォッチグループ創業者のニコラス・G・ハイエックの名を冠しており、同グループのブランドのブティックや、カスタマーサービスセンター、オフィス・本社機能を備える。また、最上階にはイベントスペース「シテ・ドゥ・タン ギンザ」が設けられており、イベントやエキシビジョンなどが開催される。
2007年5月24日、東京都中央区銀座7-9-18にオープン。設計は指名コンペで選ばれた坂茂建築設計が手がけ、コンサルタント会社のハイエック･エンジニアリングが発注者であるスウォッチグループジャパンをサポートした。前面は1階から14階までが全開放可能なガラスシャッターの外壁になっており、ビル側壁の内側には1階から13階まで4層に分かれた壁面緑化のアトリウムが設けられている。1階部分には、外壁を開放することで銀座中央通りと裏通りを通り抜け出来る“時の道”「アベニュー・ドゥ・タン」がある。ニコラス・G・ハイエックセンターでブティック展開する7つのブランドのショールームがガラス張りの空間として存在し、全てのブランドがエントランスにて一堂に会した空間となっている。2009年日本建築学会賞(作品賞)を受賞。
2023年、ジャケ・ドローがビスポーク特化のために本社にブティックを設けて全世界の156の販売店をすべて廃止したのに伴い、本センターのブティックはショールームとなった。
2025年6月9日の営業時間中7基あるエレベーターの内、銀座通り側の3階ブレゲ専用のテレスコフレームタイプの油圧式エレベーターが、無人のかごが3階にある状態で外側に傾く事態を起こした。